# 海蘭鎮區 (印第安納州富蘭克林縣)
海蘭鎮區（英語：Highland Township）是位於美國印地安納州富蘭克林縣的一個行政鎮區。

## 地方資料
根據2010年美國人口普查的數據，海蘭鎮區的面積為79.10平方千米，當中陸地面積為78.60平方千米，而水域面積為0.50平方千米。當地共有人口1412人，而人口密度為每平方千米17.85人。